# Sopa de escarola
La sopa de escarola o sopa de escarola y almendras es un plato tradicional típico de la cocina granadina habitualmente consumido durante el invierno. Está compuesto de escarola cocida en un caldo de hueso de jamón a la que se le añade un triturado de almendra, pan y ajo. Algunas variaciones de la receta añaden trozos de jamón serrano o huevo cocido al caldo.

## Origen
Se trata de un plato tradicional típico de la Vega de Granada. Al tener una composición básica, se especula que su origen se asentó entre la gastronomía de las familias más humildes de la zona, probablemente relacionado con la sopa granadina o la sopa de pimentón.

## Características
El ingrediente principal de este plato es la escarola. Esta suele lavarse y hervirse durante varios minutos previa mezcla con el triturado de almendra, preferiblemente de la variedad blanca o pelada. La cocción previa suele acompañarse de un hueso de jamón o pollo para proporcionarle intensidad al caldo.
Los ingredientes posteriormente triturados se sofríen en una sartén. El sofrito está compuesto inicialmente de ajo y pimentón rojo, al que posteriormente se le añade un puñado de almendras que se freirán a fuego lento hasta su dorado. Posteriormente se añade pan a la sartén que absorberá el aceite. El contenido de la sartén se machaca o tritura y el majado resultante se vierte en el caldo en ebullición donde se halla la escarola. El ahora caldo de almendras y escarola se deja hervir durante varios minutos hasta que la escarola obtenga una textura más suave. Ocasionalmente se le añade huevo en mitad de la cocción, y es común emplear jamón serrano picado al final de la misma.
La sopa se sirve muy caliente, habitualmente suele consumirse como cena en invierno.